# 四川省泸州高级中学校

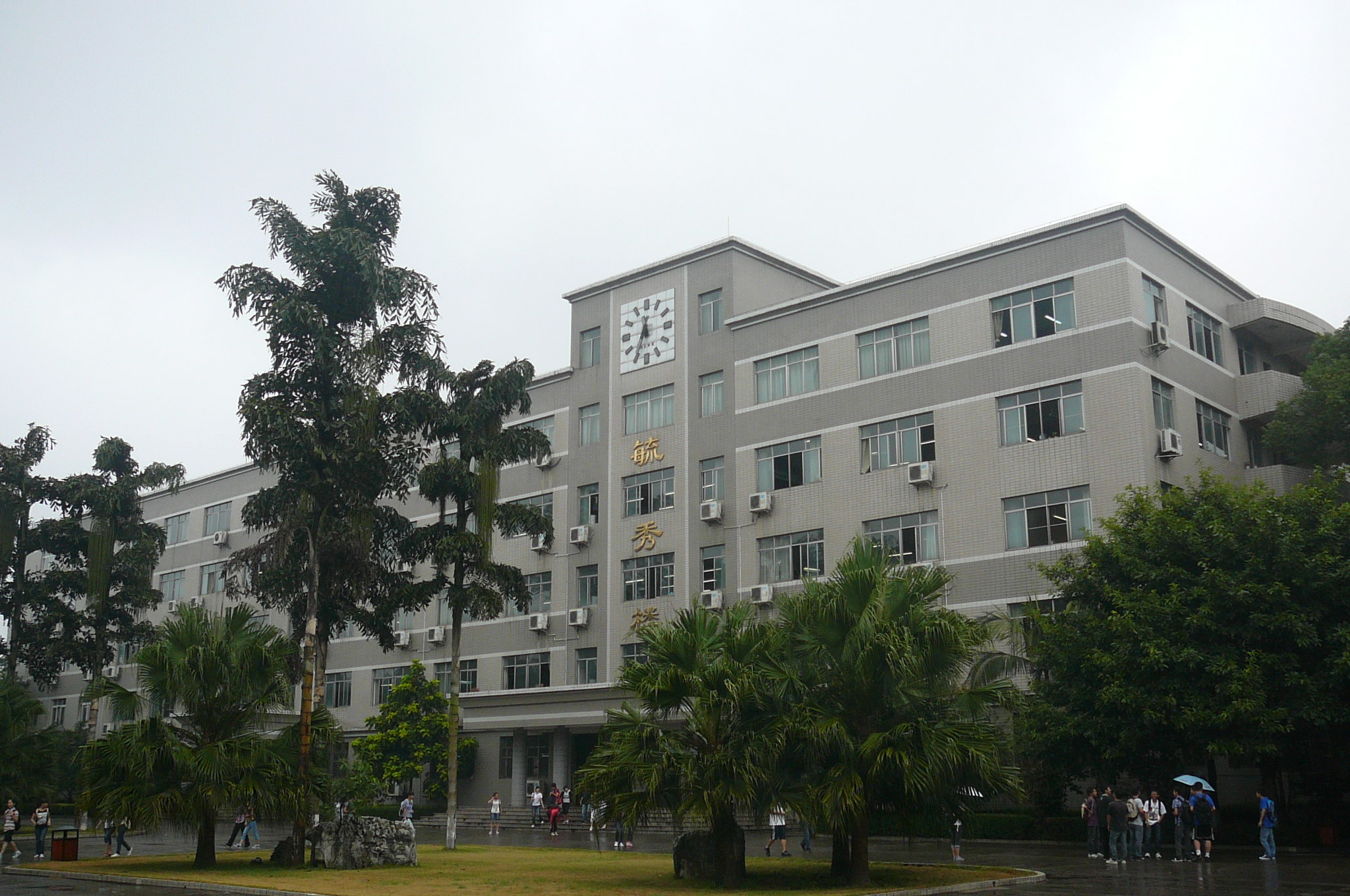
泸州高级中学校毓秀楼

四川省泸州高级中学校（Luzhou Senior High School）位于四川省泸州市忠山路二段33号，是四川省一级示范性普通高中（原称国家级示范性普通高中）。 
四川省泸州高级中学校创建于1954年；1981年，该校被评为四川省首批42所重点中学之一；2003年元月6日，该校通过省教厅专家组检查评估，成为四川省国家级示范性普通高中。 2013年12月，经省教育厅复核，批准为四川省一级示范性普通高中。
截至2016年9月，该校占地180亩，校舍建筑面积60090平方米；有教职工475人，专任教师447人，其中高级教师138人；设有137个高中教学班，有在校学生7615人。 
泸州高中城西校区位于泸州市江阳区康健路二段，地处城市西部中心核心区域，学校占地150亩，建筑面积119650平方米 
泸州高中茜草校区位于泸州市江阳区茜草街道林海北路延长线(张坝桂圆林景区北门右侧)线，该校前身为成都外国语学校泸州校区，2023年3月由泸州高中接续建设

## 学校简介
四川省泸州高级中学校（又称泸州六中）始建于1954年，为泸州历史最为悠久的高中之一。郭沫若曾为其提写校名。学校1981年被评为四川省首批42所重点中学之一，2003年1月6日，学校通过了专家组的评估，成为四川省首批国家示范性普通高级中学。学校曾多次获奖，而培养出的学生也相当优秀，多次荣获各类竞赛的奖励。

## 学校简史
四川省泸州高级中学校（泸州六中）创建于1954年，是当年四川省六所新建高中之一。创建时校址在泸州市龙透关长庚宫。首任校长周春生。
1966年秋因招收初中改为四川省泸州市第六中学校。 1955年2月迁入忠山石马山现址。建校初期，泸州高中建成主教学楼“五四楼”，为我国著名建筑学家梁思成先生设计，此楼于2001因改建校园拆除。
1984年，三十周年校庆之际，新建一幢“八四楼”，在2004年因修建现在的曲水广场拆除。
2000年秋与泸州市育才中学联合办学，2002年5月，与新建的泸州天立国际学校联合办学。 1997年秋，按泸州市政府要求停招初中，成为单设高中。
2003年3月省教厅批准恢复为四川省泸州高级中学校。 
2004年2月5日托管泸州合江实验学校，2004年5月9日购买合江实验学校70%股权，合江实验学校更名为泸州高中合江分校，开设学前班、小学部、初中部。
2004年6月15日入股天立国际学校。
2007年，该校通过市级绿色学校验收。
2013年12月，经四川省教育厅复核，批准为四川省一级示范性普通高中。
2021年10月，泸州高中忠山校区提档升级改扩建工程进场施工。

## 所授荣誉
学校1983年被确定为联合国教科文组织资助的人口教育项目试点学校，1987年被省  教委确定为中学生 青春期教育试点学校，同时还被泸州市人民政府定为对外开放学校。2001年12月被评为教育部表彰的全国学校艺术教育先进单位，2002年被评为四川省百所艺术特色学校、四川省百所心理健康教育实验学校。2002年12月，经省人民政府外事办公室、省教育厅外事处批准，取得“聘请外籍专家资格单位”。2003年2月评为四川省国家级示范性普通高中，2003年3月评为四川省第六批现代教育技术示范学校，2003年7月评为四川省中小学实验教学示范学校。  学校先后被评为全国“五讲四美、为人师表”先进集体、全国学校艺术教育先进单位、全国贯彻《学校体育工作条例》优秀学校、省首批校风示范校、省中小学德育工作先进单位、省体育传统项目学校、省现代教育技术示范校、省绿化示范校和部门绿化百佳单位、省百所心理健康教育实验学校、省档案管理一级学校、中国传统文化楹联教育基地、聘请外教专家资格单位，四川省职业道德建设十佳标兵单位、四川省思想政治工作先进单位、泸州市收费诚信单位。

## 办学规模
学校占地152.387亩，校舍建筑面积32231平方米（不含教职工  住房面积14473平方米）。校园布局合理，景色宜人。教学区由教学楼（毓秀楼）、实验楼（致远楼）和综合楼（时雨楼）组成，设施设备齐全。运动区有多功能体育馆、恒温游泳馆、篮球场和400m塑胶体育场。图书馆藏书丰富，开架借书，书报阅览室期刊种类繁多，全天对学生开放；多功能体育馆集体育运动和文艺演出为一体，内有篮球场（配有可移动液压篮架）、排球场、羽毛球场；高规格学生公寓宽敞舒适，生活方便，新建学生食堂现代、大气，最多能同时容纳1000人就餐；理化生实验室、多媒体电教室、语音室、计算机网络教室等设备一应齐全，校园广播、闭路电视、教学平台形成网络。教学楼顶钟声悠扬，催人奋进。校园周边开墙透绿，灯柱环绕；校园夜晚，底灯映射，明亮剔透。学校厚重的历史、现代化的气韵、如诗如画的环境，成为莘莘学子增长智慧的胜地，成人成才的摇篮。  学校现有106个高中教学班，学生6500余人。
　　教职工416人，专任教师375人，其中高级教师118人。学历达标率为100%，研究生毕业30人，39人在职进修硕士课程。先后有10位教师被评为特级教师，有6位四川省高中骨干教师，特级教师后备人选2人，有省、市学术和技术带头人及学科带头人20人，12人被评为全国“五一”劳动奖章获得者、全国模范班主任、全国劳模、全国优秀教师等，12人获四川省青年教师优质课大赛一等奖，其中1人获全国优质课竞赛二等奖，34人获市青年教师优质课大赛一等奖，有各级学会负责人14人。依靠这支师德高尚、教艺精湛的教师队伍，学校在教育、教学、科研等各项工作中不断取得优异成绩。
　　学校的办学思想是：着眼整体，突出主体，面向全体，给学生人格与智慧的强健双翅，让学生在新世纪的蓝天高翔。学校的办学目标是：将泸州高中办成高质量、有特色、省内一流、全国知名的现代化示范校。人才培养目标是：培养人格高尚、拥有智慧、能动创造的站在时代前列的社会主义事业的建设者和接班人。

## 升学情况
学校拥有一支高素质的教师队伍和一流的教育质量，应届生高考本科升学率达到70%、上重本线比例达30%。

## 历任校长
周春生（任期1954—1975），生于1921年，江苏太县人，1954年8月至1975年任泸州高中首任校长，其间，1956年8月至1964年任泸州高中党支部书记。  
刘兴利（任期1979年3月至1981年10月），生于1922年，四川隆昌人。1964年十月任党支部书记，1965年9月任副校长。1979年3月至1981年十月任校长。1964年10月至1981年1月主持学校工作。
谷裕孚（任期1981年10月至1990年1月），生于1927年，山东定陶人。1981年10月至1990年1月任泸州六中（泸州高中）校长，1990年1月至1992年2月任泸州六中党支部书记。
景诗华（任期1990年1月至1992年2月），生于1935年，贵州安龙人。1981年一月任泸州六中副校长，1990年1月任校长，1992年3月起任党支部书记。1994年8月泸州六中建立党总支部，任党总支书记。
陈明义（任期1992年3月至2001年10月），生于1942年，四川成都人。1984至1991年任副校长，1992年3月至2001年10月任校长，1996年至2001年10月兼任校党总支书记，2001年12月至2002年4月任调研员。
肖林（任期2001年10月至今），生于1963年，四川纳溪人。1998年8月至2000年7月任校党总支副书记，2000年7月至2001年10月任副校长。2001年10月起经公选任校长，兼党总支书记。
李渝江（任期2014年1月至2020年10月），1986年毕业于四川师范大学数学系。  
陈云超（2020年10月至今），任泸州高中党委书记、校长。 [23] [25]
　　

## 知名校友
未公开

## 学校官方网站
http://www.lugao.net/M_Index.aspx （页面存档备份，存于）

## 引用文献
1. ↑  https://baike.baidu.com/reference/10316711/533aYdO6cr3_z3kATPCOxPyhMiiWP9WvvbaAVbRzzqIP0XOpX5nyFIQn59YwsPliAETIv5R3bdhbl_u6QkQcuvoUcA
2. ↑  https://baike.baidu.com/reference/10316711/533aYdO6cr3_z3kATKfana_yMi7DNYio6ufRWrpzzqIP0XOpX5nyFIQn-t8w67lgGx2Fs5YtZtIPku-hVAlH7vUQces0S7QnnnXgVjKWnP6i_8Zy34Me9tkHWKwWgvCl4wS40jzJnOKP426nlW2c44SxfWCAT5pO1Y8aB8TGYPwzclODng